# 近藤亨 (アナウンサー)
近藤 亨（こんどう とおる、1974年4月24日 - ）は、毎日放送（MBS）所属のエグゼクティブアナウンサー。MBSを含むJNN・JRN加盟局の優秀なアナウンサーを表彰するアノンシスト賞で、先輩アナウンサーの亀井希生と共に、2019年度のグランダ・プレミオ（大賞）を受賞した。　

## 来歴・人物
栃木県下都賀郡野木町の出身で、栃木県立栃木高等学校から早稲田大学政治経済学部へ指定校推薦で進学。大学生時代には、日本テレビのアルバイトとしてプロ野球中継のスコアラーを務めるかたわら、行政書士の資格を取得した。
大学卒業後の1997年に、アナウンサーとして毎日放送へ入社した。同期入社のアナウンサーは、大八木友之（後に報道局でJNNのパリ支局長などを歴任）、中村香奈（現在は退社）、北澤咲弥花（現在は医師）。当初は報道志望であったが、入社してからは主にスポーツ実況を担当している。
スポーツ実況では、声質がえなりかずきに似ているため、若手時代にはプロ野球中継などで一枝修平（MBS野球解説者）から「えなり君」と呼ばれていた。2004年の第76回選抜高等学校野球大会では、ダルビッシュ有投手（当時東北高校）が1回戦で熊本工打線を相手にノーヒットノーランを達成した瞬間を、ラジオ中継で実況している（テレビ中継では先輩アナウンサーの美藤啓文が実況）。2018年度には、JNN・JRN加盟局の優秀なアナウンサーを表彰するアノンシスト賞で、テレビ・スポーツ実況部門の優秀賞を受賞した。
2007年からは、ナイターオフ期間の土曜日に、スポーツアナウンサーの後輩・井上雅雄とともにMBSラジオで『INO-KONボンバイエ』のパーソナリティを担当。同局では2011年以降も、プロ野球シーズンに『MBSタイガースライブ番外編』（プロ野球のナイトゲームが最初から予定されていない日曜日に放送される生放送番組）のパーソナリティ、オフシーズンに『情報どっか〜んライブ!ホームランラジオ』木曜日のスポーツキャスター（2011年度）や『with…夜はラジオと決めてます』水曜日のパートナー（2012年度）を務めている。2019年の時点では、毎日放送アナウンサー室のデスクとして、スポーツアナウンサーの勤務管理や実況研修にも携わる。
大学の先輩でもあるデーモン閣下の大ファンで、2010年3月13日放送の『INO-KONボンバイエ』では、人生で初めて閣下との"謁見"を果たした。もっとも、男子校の栃木高校に通っていた時期にはribbon（特に永作博美）を応援していて、『ルームメイト気分で』（当時ribbonがパーソナリティを務めていた文化放送のラジオ番組）に電話で出演したこともある。
プライベートでは、スポーツアナウンサーの大先輩でアナウンスセンター長だった結城哲郎（2011年6月から2017年3月まで関連会社のGAORAに出向を経験）夫妻を仲人に立てたうえで、2007年2月に結婚（出演番組で公表）。2009年9月に第1子が誕生した。また、毎日放送の社内では、西靖などとともにバドミントン部に所属している。
2020年には、1月19日にMBSテレビで放送された『コトノハ図鑑』（毎日放送のアナウンサー室が制作に携わったレギュラー番組）内の企画「マイ推しプレゼンバトル2020」で、亀井を相手にビブリオバトルを展開した。この内容が高く評価された末に、2019年度のアノンシスト賞では、「テレビ・フリートーク部門」の最優秀賞を受賞。さらに、2016年度以降（他のJNN・JRN加盟局を含めても）該当者がいなかった「グランダ・プレミオ」（表彰対象の全7部門での最優秀賞受賞者の中の大賞）に選ばれた（いずれも亀井と共に表彰）。ちなみに、毎日放送のアナウンサーによる「グランダ・プレミオ」の受賞は、先輩アナウンサーの上泉雄一が2007年度に個人で表彰されて以来12年振りである。
なお、「新日本放送」時代の1959年3月1日からテレビ放送事業とラジオ放送事業を兼営してきた毎日放送は、2021年4月1日付でラジオ放送事業を「株式会社MBSラジオ」へ移管。毎日放送は移管を機にテレビ単営局へ移行したが、近藤はアナウンス職のまま毎日放送の総合編成局（移管と同時に新設）へ在籍する一方で、株式会社MBSラジオが制作・放送する番組にも「MBSアナウンサー」として出演している。
2023年には、阪神タイガースが2005年以来18年振りのセントラル・リーグ優勝を決めた9月14日および、1985年以来38年振りの日本シリーズ制覇を決めた11月5日の深夜に、岡田彰布（阪神監督）や主力選手の優勝記者会見で「代表質問」、その後の優勝記念祝賀会で司会を任されていた。

### 世界陸上中継での実況
スポーツアナウンサーとして、世界陸上中継（TBSテレビ制作、JNN系列で全国に放送）の実況にも参加している。
- 2005年世界陸上ヘルシンキ大会中継では、女子ハンマー投、男子・女子やり投、男子走高跳の各決勝で実況を担当。テレビ中継でやり投の実況を初めて担当した女子決勝では、オスレイディス・メネンデス（キューバ）が1投目に71m70の世界記録（当時）を樹立したシーンも伝えた。
- 毎日放送の地元・大阪で開催された2007年世界陸上大阪大会では、同局のスポーツアナウンサーでただ1人中継に登場。男子円盤投、女子ハンマー投、女子やり投などの実況を務めた。ちなみに同大会では、近藤以外にも、同局から後輩アナウンサーの八木早希と西村麻子が中継キャスターに起用。ただし、この大会を最後に、毎日放送のスポーツアナウンサーは世界陸上の中継に携わっていない。

### アジア大会中継での実況
2014年に韓国の仁川で開催された第17回アジア競技大会では、TBSテレビが日本国内における中継の放送権を有していたことから、JNNの加盟局を代表して中継の実況要員として現地に派遣。女子サッカーと卓球の中継で、実況を担当した。

## 放送事故
2012年、関西ローカルニュースであるMBSニュースで画面が切り替わらない事件が発生した。これに対し、近藤は「はーい、あいうえおかきくけこ（ネクタイを整える）」とスピーチの練習をしていた。尚、これに対し毎日放送はそのまま毎日放送公式サイトにアップロードされた（現在は削除済み）。

## 現在の出演番組

### テレビ
- スポーツ実況（侍プロ野球、選抜高校野球、ラグビー、陸上競技、サッカーなど）
  - JNNの全国ネット中継では、2006年度から全国高校ラグビー決勝などを担当している。2010年からは、甲子園球場の阪神タイガース対読売ジャイアンツ戦中継でも、実況を随時任されている。
  - 全国ネットではないが、淡路島女子駅伝[6] のメイン実況（2007年・2008年）を担当。2012年からは、テニスの実況にも取り組んでいる。
  - 2007年の全日本実業団女子駅伝（TBS制作の全国ネット中継）では、第3中継所のリポーターを務めた。
  - 2009年11月23日には、阪神甲子園球場で53年振りに実現した早慶戦（大学野球）で、MBSテレビによる録画中継の実況を担当した（同月30日深夜に『ALL早慶戦in甲子園』として放送）。
  - ラグビーでは、ジャパンラグビートップリーグの録画中継でも、実況やリポートを随時担当。毎日放送の自社制作では初めて2020年1月26日に実施された関西ローカル向けの生中継（御崎公園球技場＜ノエビアスタジアム神戸＞の神戸製鋼コベルコスティーラーズ対サントリーサンゴリアス戦、解説：大畑大介・真壁伸弥）でも実況を任された[7]。
  - 新型コロナウイルスへの感染が拡大している影響で第92回選抜高等学校野球大会が中止された2020年には、8月中旬の2020年甲子園高校野球交流試合（同大会への出場が決まっていた全32校による16試合制の招待試合）で、インターネット向けのライブ配信向けに実況を2試合担当している。
- MBS NEWS（不定期）
  - プロ野球のシーズン中にも、シフト勤務の一環で担当することが多い。

### ラジオ
- MBSニュース（前述）
- MBSベースボールパーク
  - 前身の『毎日放送ダイナミックナイター』→『MBSタイガースナイター』→『MBSタイガースライブ』時代から実況・ベンチリポーターを担当。『MBSベースボールパーク』としては初めての公式戦中継であった2014年3月28日のセントラル・リーグ開幕戦・巨人対阪神ナイトゲーム（東京ドーム）中継では、実況を務めた。
  - 2018年9月20日に実況を担当した広島東洋カープ対阪神ナイトゲーム（MAZDA Zoom-Zoom スタジアム広島）の中継（解説：亀山つとむ）では、延長戦に入らなかったものの、降雨による試合開始の遅延（18:00　→　19:09）や2度にわたる中断（合計で1時間14分）の影響で翌21日の0:03に終了（5 - 4というスコアで阪神が勝利）。9回で終了したNPBの一軍公式戦としては最も遅い時間に終わったが、試合開始直前（20日の18:58）から終了の直後（21日の0:15）まで実況を続けた。
  - ラジオのプロ野球中継のタイトルが『MBSタイガースライブ』になった2011年から、『MBSベースボールパーク』改称後の2015年までは、日曜日に『MBSタイガースライブ番外編』→『MBSベースボールパーク番外編』のパーソナリティを務めることもあった。
  - 2017 - 2019年度には、土・日曜日に編成されるナイターオフ版のパーソナリティを担当（2017年度：毎週土曜日→2018年度：毎週日曜日→2019年度：隔週日曜日）。
  - 2022年には、パシフィック・リーグのレギュラーシーズン最終日であった10月2日に、東北楽天ゴールデンイーグルス対オリックス・バファローズ戦（楽天生命パーク）中継（MBSラジオが乗り込み方式で自社制作）の実況を急遽担当（解説：太田幸司）。リーグ優勝へのマジックを1にまで減らしていた福岡ソフトバンクホークスが前夜（1日）の対埼玉西武ライオンズ戦（ベルーナドーム）でサヨナラ負けを喫したことによって、リーグ2位のオリックスに前年（2021年）からのリーグ2連覇達成の可能性が残ったことを受けての中継であったが、結果としてオリックスの勝利とレギュラーシーズン最終戦（143試合目）での2連覇決定の瞬間を伝えられた。
  - 2023年には、オリックスと阪神による日本シリーズ全国向け中継で、第1戦・第6戦（京セラドーム大阪）と第3戦（甲子園球場）の実況を担当した。
    - 近藤が日本シリーズの全7試合中3試合でラジオ中継の実況を任されていた背景には、毎日放送が第2戦（京セラドーム）・第6戦と「TOTOジャパンクラシック」（日本シリーズ期間中の後半に組まれていた女子プロゴルフのトーナメント）の全国向けテレビ中継を制作していた関係で、大半のスポーツアナウンサーがいずれかの中継へ出演していたことも挙げられる。自身は日本シリーズのテレビ中継に出演しなかったものの、阪神が日本シリーズを制覇した第7戦の試合後には、優勝記者会見での代表質問と優勝記念祝賀会の司会を担当（前述）。

  - 2025年には、マイナビオールスターゲーム2025第1戦（京セラドーム大阪）の全国向け中継で、実況を担当した。
- 豊永真琴のMBSミュージックパーク（他のスポーツアナウンサーと交互にパートナーとして出演）
- コトノハ（不定期で出演）
  - 「コトノハ」（言葉）にこだわった毎日放送アナウンサー室制作の事前収録番組で、2021年10月4日から毎週月曜日の夜間（2023年9月25日までは21:45 - 22:00 → 同年10月2日以降は21:30 - 21:45）に放送。

## 過去の出演番組

### テレビ
- スポーツ中継（ゴルフなど）
- あどりぶランド（最終年度であった1997年度に新人アナウンサーの1人として出演）
- よゐこ部（陸上部#2・実況担当）
- 大阪マラソン2011 走り出した情熱のランナー（2011年10月30日、第1回大阪マラソンの生中継を兼ねた特別番組） - フィニッシュ地点（インテックス大阪前）の実況を担当
- 痛快!明石家電視台「MBSアナウンサー26人大集合スペシャル」（2014年4月7日、アナウンサーの1人としてゲストで出演）
- コトノハ図鑑→「へぇ～のコトノハ」（不定期）
  - 所属する毎日放送アナウンサー室の企画で、2018年7月から2020年3月まで『コトノハ図鑑』（事前収録のレギュラー番組）として放送された後に、2020年4月から2021年3月まで「へぇ～のコトノハ」（『ちちんぷいぷい』月・水曜日→水曜日のレギュラーコーナー）へ移行。2020年12月16日放送分の「へぇ～のコトノハ」では、アノンシスト賞の「グランダ・プレミオ」を共同で受賞した亀井とのコンビで、「日本タイトルだけ大賞」の調査を担当した。

### ラジオ
- 亀山つとむのサタスポ
- 太田幸司の熱血!!タイガーススタジアム（ナイターオフ期間に放送、水曜日に出演）
- INO-KONボンバイエ（前述、2007～2009年度にナイターオフ期間限定で放送）
  - 2010年のプロ野球シーズンにも不定期で放送（『MBSタイガースライブ番外編』の前身扱い）
- MBSとらぐみタイガースライブ!日曜日（2010・2011年度のナイターオフ番組、「とらぐみアナ」として進行を担当）
- 情報どっか〜んライブ!ホームランラジオ木曜日（2011年度のナイターオフ番組、スポーツコーナー担当）
- with…夜はラジオと決めてます水曜日パートナー（2012年度のナイターオフ番組）
- ノムラでノムラだ♪ EXトラ!
  - プロ野球のシーズン中には、『MBSタイガースライブ』の実況担当として登場。2012年シーズンには、実況・ベンチリポートを担当しない日に、他のスポーツアナウンサーとの持ち回りで「ノムラで　withタイガース」（同番組の前座番組に当たるコーナー）のスタジオキャスター（生トラキャスター）を務めていた。
  - 2009年度のナイターオフ期間には、18時台に放送の「ノムラでノムラだ♪Go!Go!エキストラ」の木曜日に、レギュラーで出演していた。
- vs.金子達仁（パートナー、『MBSサンデースペシャル』『MBSマンデースペシャル』で不定期放送）
  - 同期入社の大八木の後を継ぐ形で、2009年12月13日の放送から2代目のパートナーとして出演。
  - 同番組以外にも、『MBSマンデースペシャル』でスポーツ関連の特別番組を放送する場合には、司会・進行を担当することが多い。2012年3月までは、『アスリートラジオ　アスラジ』のパートナーを務めていた。
- withタイガース　カワスポサタデー運動部!（2013年度のナイターオフ番組）「記者」の肩書で週替わり出演
- 茶屋町プレミアムナイト（2013年度以降の平日ナイターオフ番組レーベル。いずれもスポーツニュースコーナー「Today's Sports Topix」にのみ出演）
  - 週刊ますだスポーツ（2013年度木曜日、「データマン」という肩書で登場）
  - 松井愛のすこ〜し愛して♥（2014年度金曜日）
- with Tigers MBSベースボールパーク みんなでホームイン!（2015年度・2016年度のナイターオフ番組）
  - 2015年度には水曜日・日曜日、2016年度には金曜日のパーソナリティを担当。両年度とも、平日の放送分では、「細かい話で恐縮ですが・・・」（プロ野球に関するデータを独自の視点や試算から分析するシリーズ企画）に携わっていた。
- 上泉雄一のええなぁ!
  - 平日の夕方で放送されていた時期（2015年4月 - 2021年9月）に、『MBSベースボールパーク』阪神ナイトゲーム中継の実況担当日を中心に、中継先の球場から前座コーナーの「まだまだええなぁ! もうすぐベースボールパーク」へ随時出演。その一方で、プロ野球のオフシーズンを中心に、「知ってええなぁ!ちなみNEWS」（毎日放送本社M館ラジオβスタジオから16:00前後に放送）の進行役を務めることもあった。
- スマラジw金曜日「ナジャとアナの虹色レインボー」（パートナー）
  - 2016年11月25日放送分に単独で初出演。2017年2月24日放送分にも、スポーツアナウンサーとして指導する後輩の森本尚太と共に出演した。
- ナジャ・グランディーバのレツゴーフライデー（2017年10月27日） - 『虹色レインボー』からの派生番組で、「ナジャじゃジャーナル」（18時台）のキャスターを担当。
- 祝・成人の日! 君たちが生まれた年にはこんなことがありました（2018・2019年に成人の日の『MBSマンデースペシャル』枠で放送）
  - 毎日放送アナウンサーおよび、スポーツアナウンサーとしての先輩に当たる伊東正治（フリーアナウンサー）と共にパーソナリティを担当。
- 近藤亨と松本麻衣子のミュージックボックス（2018年11月13日に『MBSマンデースペシャル』枠で生放送） - 後輩アナウンサー・松本麻衣子とのコンビでパーソナリティを担当。前日（12日）の同じ時間帯（19時台）にも、『MBSベースボールパーク』2018年度ナイターオフ・日曜版へ出演していた。
- あどりぶラヂオ - 2018年4月28日から、プロ野球シーズンを含めて、不定期でパーソナリティを担当。
- 福島のぶひろの、金曜でいいんじゃない?（2022年2月4日）
  - 後輩アナウンサーの福島のぶひろ（暢啓）が新型コロナウイルスへの感染によって前週（1月28日）から療養に専念していることを受けて、パーソナリティ代理を急遽担当。通常は福島のパートナーを務めている関岡香（先輩アナウンサーで元・アナウンス部長）と、毎日放送への入社後初めてラジオ番組で共演した。
- ポチっとMini枠（2023年7月10日 - 7月13日）
  - 「夕方もポチっとMラジ」月 - 木曜分の16時台終盤（16:53 - 17:00）に内包されている事前収録のコーナーで、主に毎日放送の現職アナウンサーから1名が週替わりでパーソナリティを担当。